# Paul Methuen, III barone Methuen
Paul Sanford Methuen, III barone Methuen (Corsham, 1º settembre 1845 – Corsham, 30 ottobre 1932) è stato un nobile e generale britannico.

## Biografia

### I primi anni
Methuen era figlio di Frederick Methuen, II barone Methuen e di sua moglie, Anna Horatia Caroline Sanford; apparteneva ad una famiglia nobile originaria della Sassonia, emigrata in Gran Bretagna al seguito di Giorgio I.
Fu educato all'Eton College, servì per due anni nel Royal Wiltshire Yeomanry, e poi della Scots Guards dal 1864; tre anni dopo fu promosso capitano e aiutante del primo battaglione. Si distinse ad Amoaful durante la guerra anglo-ashanti del 1873-1874, in Ghana, nello stato maggiore del generale Wolsey; nel 1876 fu promosso tenente colonnello.
Nel 1878 divenne addetto militare a Berlino quartiermastro generale del Home District; fu inoltre capo di stato maggiore in Egitto per tre mesi, partecipando alla Battaglia di Tel el-Kebir contro gli egiziani guidati da Ahmed Orabi e Mahmoud Fehmy. Dal 1884 al 1885 fece parte della spedizione di Sir Charles Warren in Bechuanaland (Botswana) al comando dei Methuen's Horse, un corpo di cavalleria di montagna da lui stesso creato.
Nel maggio 1888 venne promosso maggior generale e comandante della brigata della guardia e fece da censore durante la spedizione di Tirah; nel 1898 venne promosso tenente generale ed ebbe il comando della Prima Divisione nella Seconda guerra anglo-boera, in Sud Africa.

### L'operato in Sudafrica
In Sud Africa Methuen ebbe il compito di scacciare i boeri da Belmont e Graspan; venne gravemente ferito durante la battaglia di Modder, dove concluse una "vittoria di Pirro" contro i boeri guidati a Piet Cronje e Koos de la Rey. Fu invece responsabile della disastrosa battaglia di Magersfontein: l'11 dicembre 1899 a Magersfontein presso Kimberley si affrontarono i contingenti britannico (14.964 uomini) e quello boero (8.500 uomini guidati sempre a Cronje e Koos de la Rey) si affrontarono; al termine della giornata le truppe britanniche si ritirarono lasciando sul campo 948 uomini tra uccisi e dispersi: tra questi il comandante della brigata Hinglanders Andrew Gilbert Wauchope, mentre i boeri ebbero soltanto 236 perdite. Nonostante questa clamorosa sconfitta Methuen conservò il suo posto; pochi anni dopo nel 1902, fu nuovamente sconfitto dalle forze boere (questa volta superiori per numero) di Koos de la Rey a Tweebosch e venne egli stesso fatto prigioniero, unico generale britannico imprigionato dai boeri durante la guerra: inseguito dalla cavalleria boera, cadde da cavallo spezzandosi una gamba. Il generale boero Koos de la Rey lo trattò onorevolmente, risparmiandoli disonore ed ingiurie e lo fece curare all'ospedale di Klerksdorp: infatti, fin dopo la guerra, Methuen e de la Rey rimasero grandi amici.
Dopo la guerra anglo-boera ebbe il comando nell'Eastern Command dal 1905 fino al 1908, quando gli successe Sir Arthur Henry Fitzroy Paget: da allora fu comandante in capo delle forze in Sud Africa; nel 1910 fu governatore della Colonia del Natal e l'anno seguente maresciallo di campo. Nel 1915 divenne governatore e comandante in capo di Malta, fino al suo ritiro nel 1919; dal 1920 fino alla sua forte fu Conestabile della Torre di Londra.

## Matrimonio e figli
Lord Methuen si sposò due volte: la prima con Evelyn, figlia di Sir Frederick Hutchingson Hervey-Bathurst, III baronetto di Clarendon Park; furono sposati per due anni, dal 1878 al 1879; dopo la morte di questa, si risposò con sua cugina Mary Ethel, figlia di William Ayshford Sanford, di Nynehead Court; ebbero tre figli e quattro figlie.